# Douglas Anakin
Douglas Anakin, né le 6 novembre 1930 à Chatham (Ontario) et mort le 25 avril 2020 à Invermere (Colombie-Britannique), est un bobeur et lugeur canadien.
Il est sacré champion olympique en bob à quatre en 1964 à Innsbruck, avec Peter Kirby, John Emery et Victor Emery. Il participe aussi aux épreuves de luge, mais abandonne à la suite de blessures et de son impossibilité de concilier luge et bobsleigh durant ces Jeux.

## Palmarès

### Jeux Olympiques
- : médaillé d'or en bob à 4 aux JO 1964.